# Repulsion/Bulbs of Passion
Repulsion/Bulbs of Passion è il primo singolo dei Dinosaur Jr. pubblicato negli USA nel 1985.

## Descrizione
Sempre nel 1985 il primo brano, a differenza del secondo, venne pubblicato anche nel primo album del gruppo, Dinosaur; il secondo brano venne aggiunto nelle ristampe successive dell'album in quanto J Mascis lo riteneva indicatore della direzione musicale intrapresa dl gruppo. Il singolo venne ristampato nel 1988.

## Tracce
Lato A
1. Repulsion – 3:04 (J Mascis)

Lato B
1. Bulbs of Passion – 4:15 (J Mascis)

## Musicisti
- J Mascis: voce, chitarra
- Lou Barlow: basso
- Murph: batteria